# 논산 황화산성
논산 황화산성(論山 皇華山城)은 대한민국 충청남도 논산시에 있는 산성이다. 1993년 12월 31일 충청남도의 기념물 제92호로 지정되었다.

## 개요
충청남도 논산시 시내에서 약 2km 떨어진 등화동의 구릉형 야산에 있는 산성으로, 계곡을 포함하여 쌓은 토성이다.
산성은 서북쪽으로 가파른 산비탈을 이루고 있으며, 정상에서는 호남평야를 한눈에 내려다 볼 수 있는 군사적 요충지에 자리잡고 있다. 성의 둘레는 840m이고 동·서·남·북에 각각 성문터가 있으며, 성벽은 안쪽 높이 4.5m, 바깥높이 5m, 윗부분의 너비는 1.2m이다.
성안에는 폭이 10m이상 되는 도랑처럼 파서 돌린 내호로 보이는 통로가 동쪽을 제외하고 전체로 돌아가고 있으며, 군량(軍糧)과 군기(軍器)를 저장하던 창고와 여러 건물의 흔적이 남아있다.
성의 북쪽 산머리에는 조선시대에 봉화를 피웠던 곳으로 보이는 자리가 있는데 원형으로 높이는 약 2.2m이다. 이 봉화대는 조선시대에 인근의 채운산과 노성산 봉화대로 연결되는 것으로, 『신증동국여지승람』 은진현 봉화조에 나와 있는 내용과 일치한다.
백제 때부터 조선시대에 이르기까지 토기류와 기와조각이 발견된 것으로 보아 백제 때에는 사비와 은진 주변을 지키기 위한 방어거점의 하나로, 조선시대에는 봉수대로 이용된 것으로 보인다.

## 현지 안내문
구릉형의 야산에 테뫼형의 흙을 쌓은 이 산성은 정상에서 논산평야를 한눈에 내려다 볼 수 있는 군사적 전략 요충지에 자리잡고 있다. 둘레는 840m이고 흙벽의 높이는 안쪽 4.5m, 바깥쪽 5m이며 성벽 위 부분의 폭은 1.2m이다. 평면이 방형에 가깝고 동.서.북문의 터가 확인되며, 성안에 내호로 보이는 통로가 동쪽을 제외하고 전체에 돌려져 있다. 그리고 군창 터와 건물 터가 있다.
북서쪽의 모퉁이에는 조선시대 봉수대로 보이는 원형의 토벽이 있는데, 이 봉수에 대해서 [시증동국여지승람][은진현] ' 봉수'조에서 채운산과 성산(노성산성)을 연결한다고 기록되어 있다.
전하는 말에 의하며 백제 의자왕이 유연(놀이로 베푼 잔치)하였던 곳이며, 유연처를 황화대라 불렀다 한다.
이 성안에서는 백제시대로부터 조선대애에 이르기까지 토기조각과 기와조각 등이 발견되고 있어, 사비와 웅진 주변을 지킬 수 있는 방어거점의 하나로 백제시대에서부터 조선시대의 봉화에 이르기까지 전략, 통신의 요지였음을 가늠할 수 있다.

## 참고 자료
- 논산 황화산성 - 국가유산청 국가유산포털